# 576373 Wolfgangbusch
576373 Wolfgangbusch è un asteroide della fascia principale. Scoperto nel 2012, presenta un'orbita caratterizzata da un semiasse maggiore pari a 2,7478329 au e da un'eccentricità di 0,0549900, inclinata di 3,21771° rispetto all'eclittica.